# Evil Dead Trap
Evil Dead Trap è un film del 1988 diretto da Toshiharu Ikeda.

## Trama
Nami Tsuchiya conduce un programma televisivo notturno che trasmette filmati amatoriali. Un giorno le viene recapitata una videocassetta contenente un presunto snuff movie in cui viene torturata ed uccisa una ragazza; dopo aver localizzato il luogo dell'accaduto - una fabbrica in disuso in periferia - la conduttrice si reca sul posto insieme alla sua troupe, sperando di poter girare un servizio televisivo. Ma l'assassino, un essere deforme, è ancora nella fabbrica.

## Produzione
Nella realizzazione di questo film e dei suoi elementi splatter, il regista Ikeda si è ispirato molto al cinema dei vari Sam Raimi, Lucio Fulci, Dario Argento e, per quanto riguarda il finale, di David Cronenberg.
Questo film  slasher, doveva essere il trampolino di lancio per Hitomi Kobayashi, attrice sotto contratto per la Japan Home Video, ma il regista, non molto convinto delle capacità dell'attrice, decise di relegarla in un ruolo da comprimaria ed affidò invece a Miyuki Ono la parte della protagonista.